# Kranjci (Labin)
 Kranjci  (olaszul: Crainzi) falu Horvátországban, Isztria megyében. Közigazgatásilag Labinhoz tartozik.

## Fekvése
Az Isztria keleti részén, Labin központjától 3 km-re délre  fekszik.

## Története
A településnek 1880-ban 76, 1910-ben 105 lakosa volt. Az első világháború után Olaszország, a második világháború után Jugoszlávia része lett. Jugoszlávia felbomlása után 1991-ben a független Horvátország része lett. 2011-ben 96 lakosa volt.

## Nevezetességei
A falutól mintegy egy kilométerre az egykori szőlőhegy közepén áll a Szent Flóra tiszteletére szentelt kis templom. Egyhajós épület félköríves apszissal, román stílusú kapuzattal. A templom valószínűleg a 12. – 13. században épült. Érdekessége az oltár elé korlátként elhelyezett két nagyméretű kőtábla, mely eredetileg egy szarkofág külső oldala volt (háló és rombusz geometriai díszítéssel). Az oltár menzáján faragott kereszt, hasonló motívumok láthatók az ablak transennáján. Az ismert horvát művészettörténész Branko Fučić szerint ezek az elemek egy eddig ismeretlen kora keresztény (6. – 7. századi) templomból származnak.

## Lakosság
| Lakosság változása | Lakosság változása | Lakosság változása | Lakosság változása | Lakosság változása | Lakosság változása | Lakosság változása | Lakosság változása | Lakosság változása | Lakosság változása | Lakosság változása | Lakosság változása | Lakosság változása | Lakosság változása | Lakosság változása | Lakosság változása |
| ------------------ | ------------------ | ------------------ | ------------------ | ------------------ | ------------------ | ------------------ | ------------------ | ------------------ | ------------------ | ------------------ | ------------------ | ------------------ | ------------------ | ------------------ | ------------------ |
| 1857               | 1869               | 1880               | 1890               | 1900               | 1910               | 1921               | 1931               | 1948               | 1953               | 1961               | 1971               | 1981               | 1991               | 2001               | 2011               |
| 0                  | 0                  | 76                 | 75                 | 96                 | 105                | 0                  | 0                  | 181                | 170                | 168                | 143                | 136                | 117                | 96                 | 96                 |